# Prínia gorjanegra
La prínia gorjanegra(Prinia atrogularis) és una espècie d'ocell passeriforme del gènere prinia que pertany a la família Cisticolidae pròpia del subcontinent indi.
Anteriorment es considerava coespecífica de la prínia muntanyenca (P. superciliaris).

## Distribució
Es troba al Nepal, Bangladèsh, Bhutan, i l'est de l'Índia (Arunachal Pradesh).